# ジャン＝クロード・マルゴワール

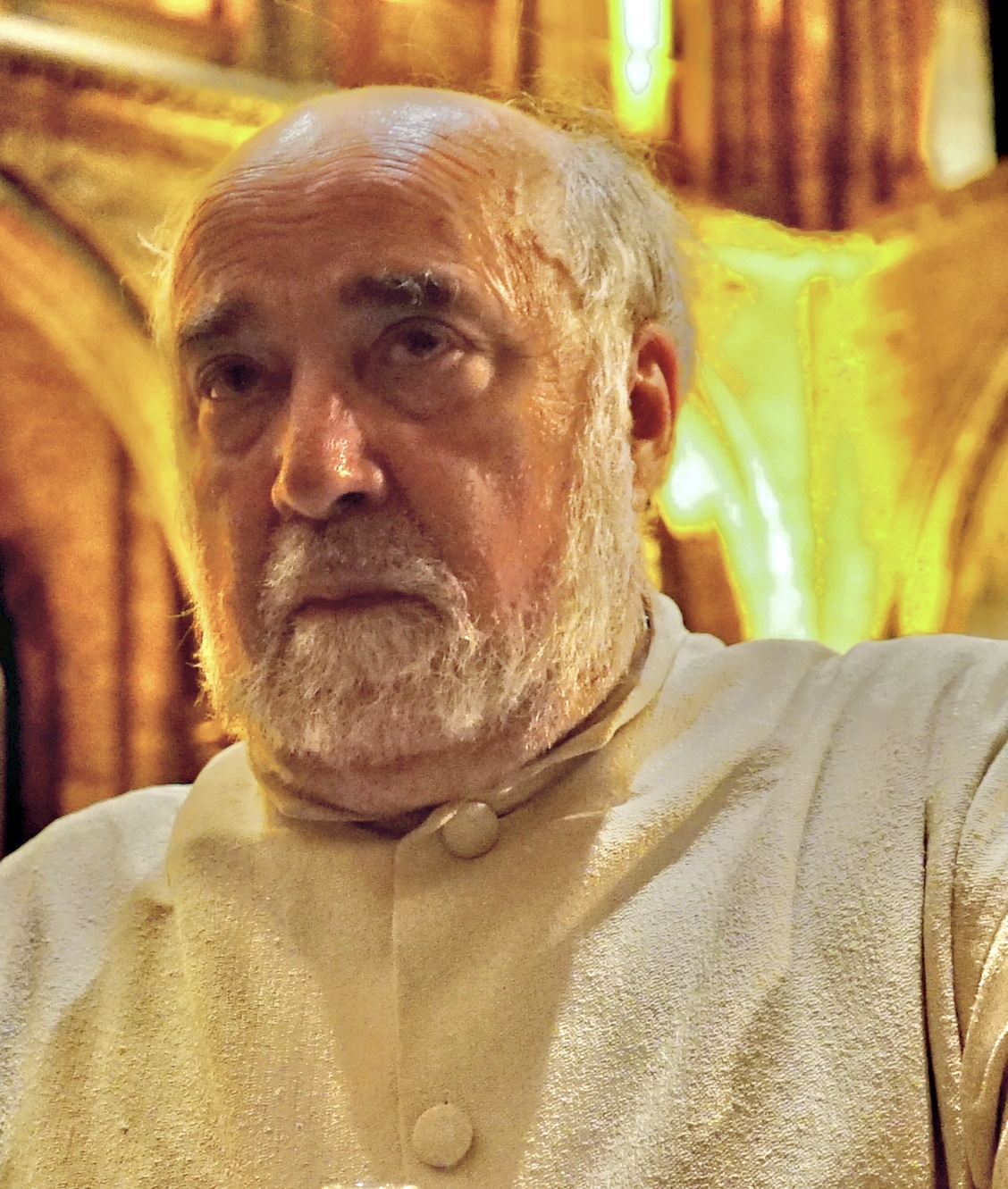
2015年のマルゴワール

ジャン＝クロード・マルゴワール（Jean-Claude Malgoire, 1940年11月25日 - 2018年4月14日）は、フランスの指揮者。
当初はコーラングレ奏者としてパリ管弦楽団に所属。1966年に王室大厩舎・王宮付楽団（La Grande Ecurie et La Chambre du Roy）を創設して指揮者に専念していた。バロック音楽を中心に、近年はヘンデルやモーツァルトの歌劇などを積極的に取り上げていた。
2018年4月14日に死去。